# Hissa Nsoli
 (septembre 2022).
Si vous disposez d'ouvrages ou d'articles de référence ou si vous connaissez des sites web de qualité traitant du thème abordé ici, merci de compléter l'article en donnant les références utiles à sa vérifiabilité et en les liant à la section « Notes et références ».
Hissa Nsoli (de son nom complet Bosomba Hissa Nsoli) est un auteur congolais de bande dessinée, né à Mbandaka en 1964,. 